# سیگوه لی
سیگوه لی (انگلیسی: Sigve Lie; ۱ آوریل ۱۹۰۶ – ۱۸ مارس ۱۹۵۸) قایقران قایق بادبانی اهل نروژ بود.